# Episinus chiapensis
Episinus chiapensis är en spindelart som beskrevs av Levi 1955. Episinus chiapensis ingår i släktet Episinus och familjen klotspindlar. Inga underarter finns listade i Catalogue of Life.